# Municipio de Delaware (Míchigan)
El municipio de Delaware (en inglés: Delaware Township) es un municipio ubicado en el condado de Sanilac en el estado estadounidense de Míchigan. En el año 2010 tenía una población de 856 habitantes y una densidad poblacional de 7,11 personas por km².

## Geografía
El municipio de Delaware se encuentra ubicado en las coordenadas 43°38′43″N 82°40′56″O / 43.64528, -82.68222. Según la Oficina del Censo de los Estados Unidos, el municipio tiene una superficie total de 120.33 km², de la cual 120,28 km² corresponden a tierra firme y (0,04 %) 0,05 km² es agua.

## Demografía
Según el censo de 2010, había 856 personas residiendo en el municipio de Delaware. La densidad de población era de 7,11 hab./km². De los 856 habitantes, el municipio de Delaware estaba compuesto por el 98,95 % blancos, el 0,23 % eran afroamericanos, el 0,23 % eran amerindios, el 0,12 % eran de otras razas y el 0,47 % eran de una mezcla de razas. Del total de la población el 2,1 % eran hispanos o latinos de cualquier raza.